# Veille d'armes (film, 1925)
Pour les articles homonymes, voir Veille d'armes.
Pour plus de détails, voir Fiche technique et Distribution.
Veille d'armes est un film français réalisé par Jacques de Baroncelli  et sorti en 1925. 

## Fiche technique
- Titre : Veille d'armes
- Réalisation : Jacques de Baroncelli
- Scénario : Jacques de Baroncelli, d'après la pièce de Claude Farrère et Lucien Népoty[2]
- Photographie : Louis Chaix
- Décors : Robert Gys
- Production : Société des Films Jacques de Baroncelli
- Pays de production :  France
- Format :  Noir et blanc - 1,33:1
- Date de sortie : France : 1er mai 1925

## Distribution
- Maurice Schutz : le commandant de Corlaix
- Jean Bradin : l'enseigne de vaisseau d'Artelles
- Gaston Modot : le lieutenant de vaisseau Brambourg
- Abel Sovet : un lieutenant
- Fabien Haziza : le cannonier Leduc
- Jean Mamy : un marin
- Adolphe Candé : le commandant Morbraz
- Annette Benson : Alice de Corlaix
- Nina Vanna : Jeanne de Corlaix